# Shkëlqim Cani
Shkëlqim Cani (* 6. května 1956, Tirana) je albánský politik. Od roku 2013 je ministrem financí v kabinetu premiéra Edi Rameho.

## Životopis
Absolvoval v roce 1980 studia v oboru financí a mezi lety 1981 až 1983 pokračoval v postgraduálním studiu zahraničního obchodu na univerzitě v Tiraně. V roce 1991 napsal disertační práci v oboru bankovnictví a získal doktorát v oboru ekonomie. Po ukončení postgraduálního studia se v roce 1985 stal vedoucím zahraničního oddělení a členem dozorčí rady Albánské centrální banky. Absolvoval vzdělávací programy u Länderbank (1985) a Deutschen Bundesbank (1989). Po politickém převratu odešel v roce 1990 do Banka Tregtare e Shqipërisë, kde strávil rok jako generální ředitel. Poté se zapojil do albánské politiky. Byl zvolen do parlamentu za stranu Partia e Punës e Shqipërisë. V roce 1992 byl znovu zvolen do parlamentu a byl po celou dobu až do roku 1996 členem parlamentní komise pro hospodářství a finance. V letech 1994 až 1997 byl členem správní rady Lions Clubs International v Albánii.
V parlamentních volbách 1997 byl opět znovu zvolen do parlamentu a byl členem parlamentní komise pro hospodářství, finance a privatizaci, ale musel odstoupit z této funkce poté, co byl jmenován guvernérem centrální banky Albánie. Během této doby byl také guvernérem Mezinárodního měnového fondu a Multilaterální agentury pro investiční záruky v Albánii. V letech 1997 až 2002 byl předsedou představenstva burzy cenných papírů v Tiraně. Od roku 2003 je profesorem na univerzitě v Tiraně.
Roku 2013 byl znovu zvolen do parlamentu a jmenován ministrem financí.